# Grenze zwischen Dänemark und Deutschland

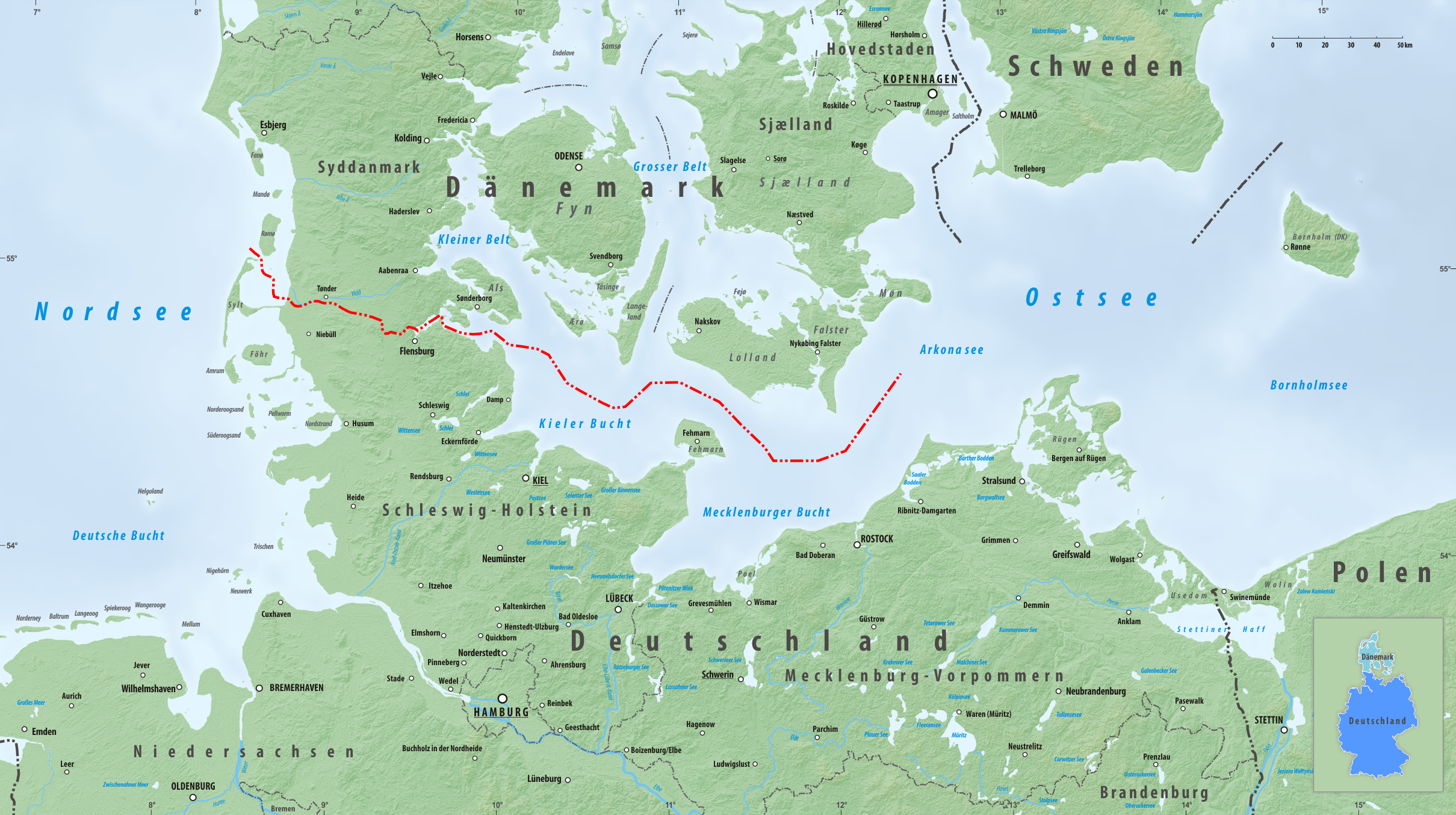
Grenzverlauf Deutschland-Dänemark

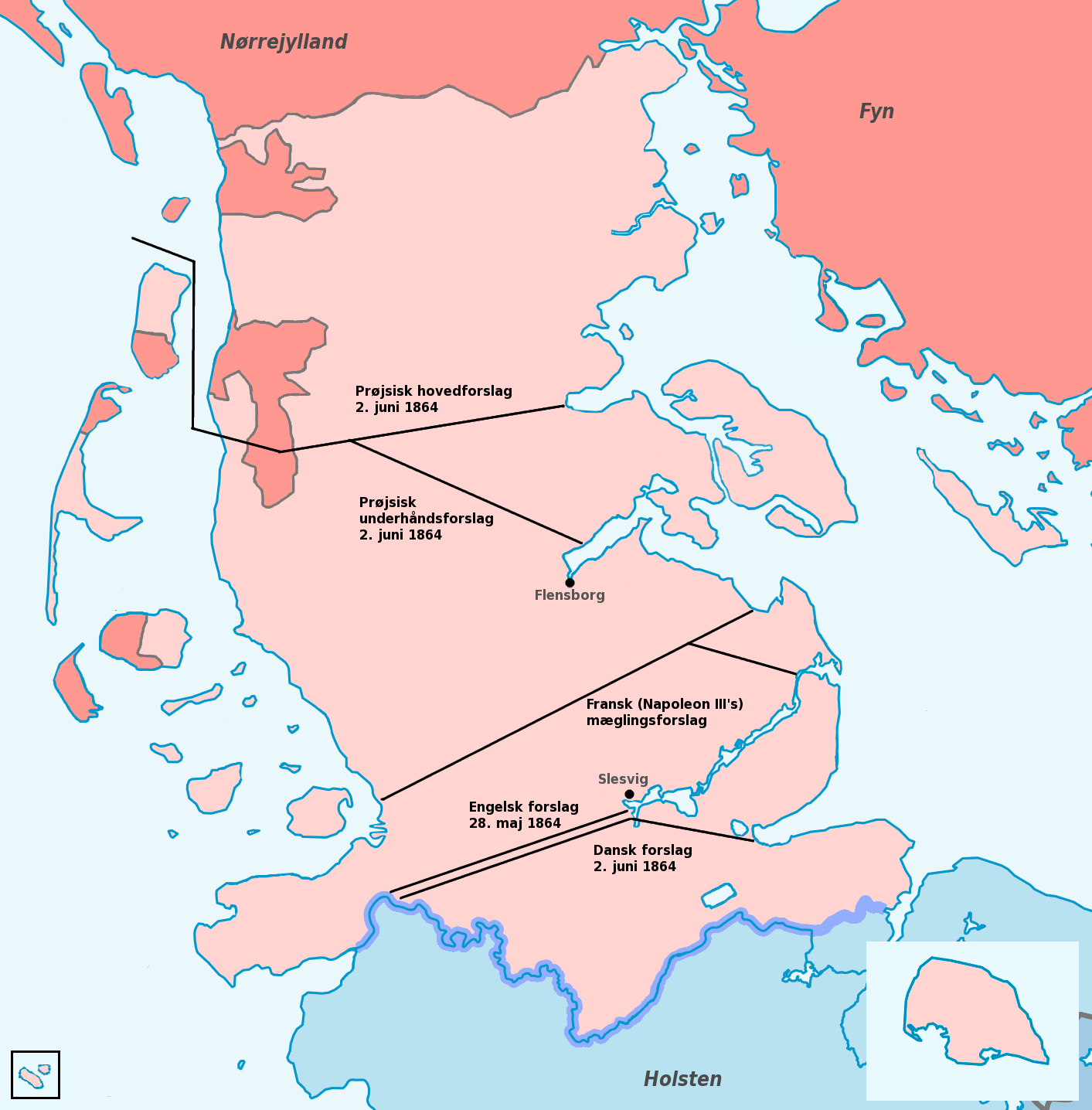
Auf der Londoner Konferenz 1864 diskutierte Grenzverläufe in Schleswig

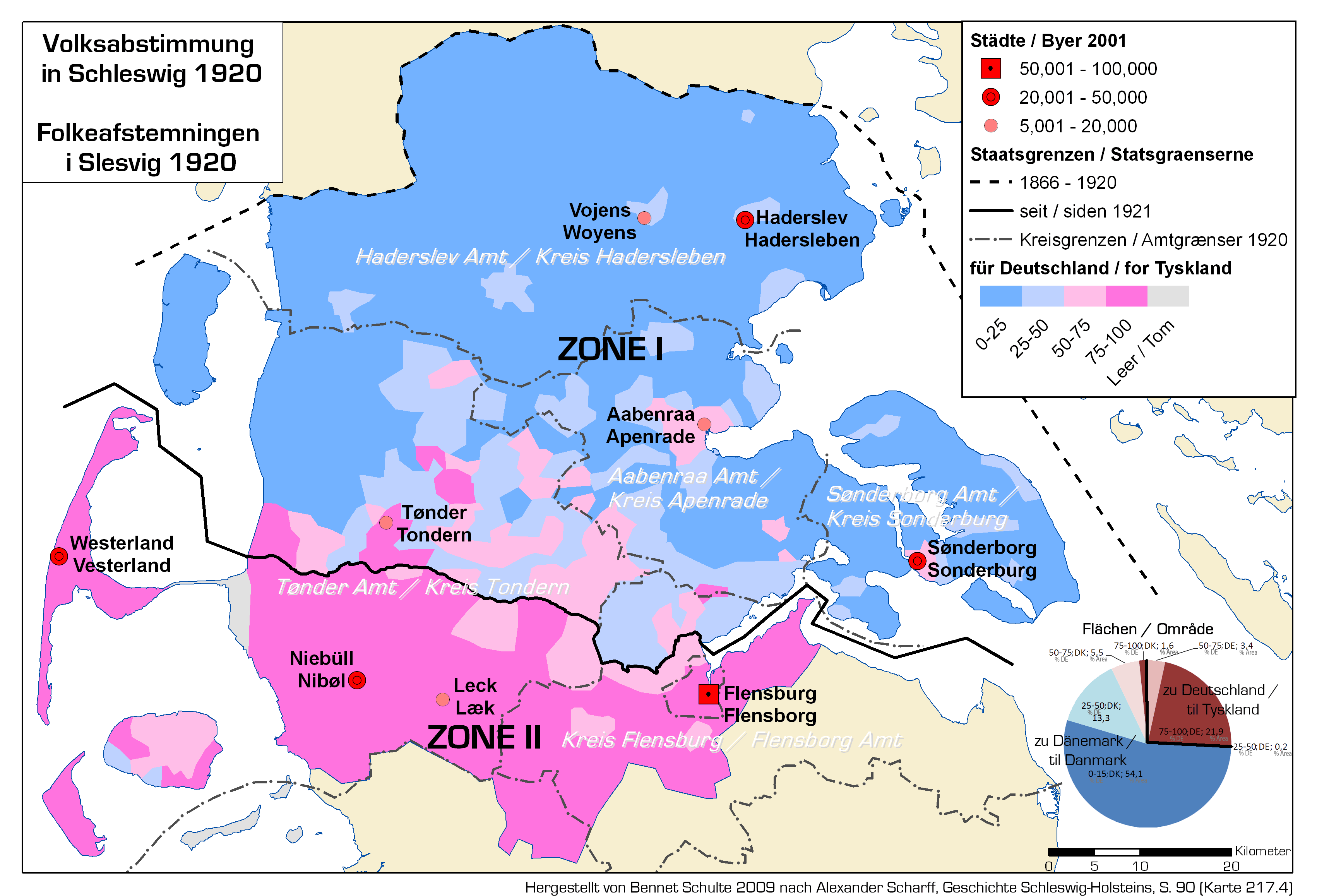
Resultat der Volksabstimmung in Schleswig 1920

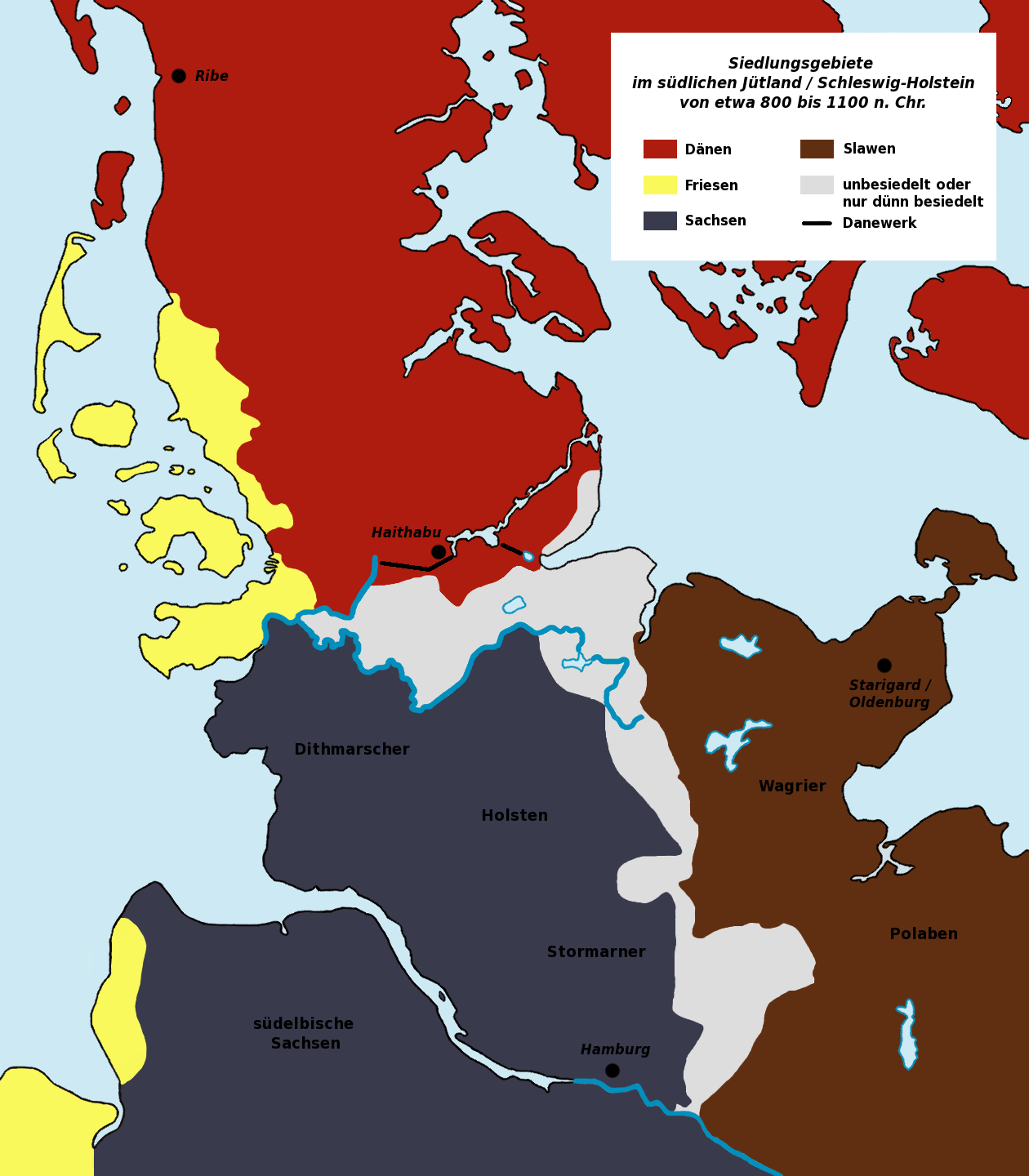
Im Mittelalter erstreckte sich die dänische Besiedlung (rot) etwa bis zum Danewerk bzw. bis zu einer Linie Husum-Eckernförde, südlich davon verlief die Eider als Grenzfluss

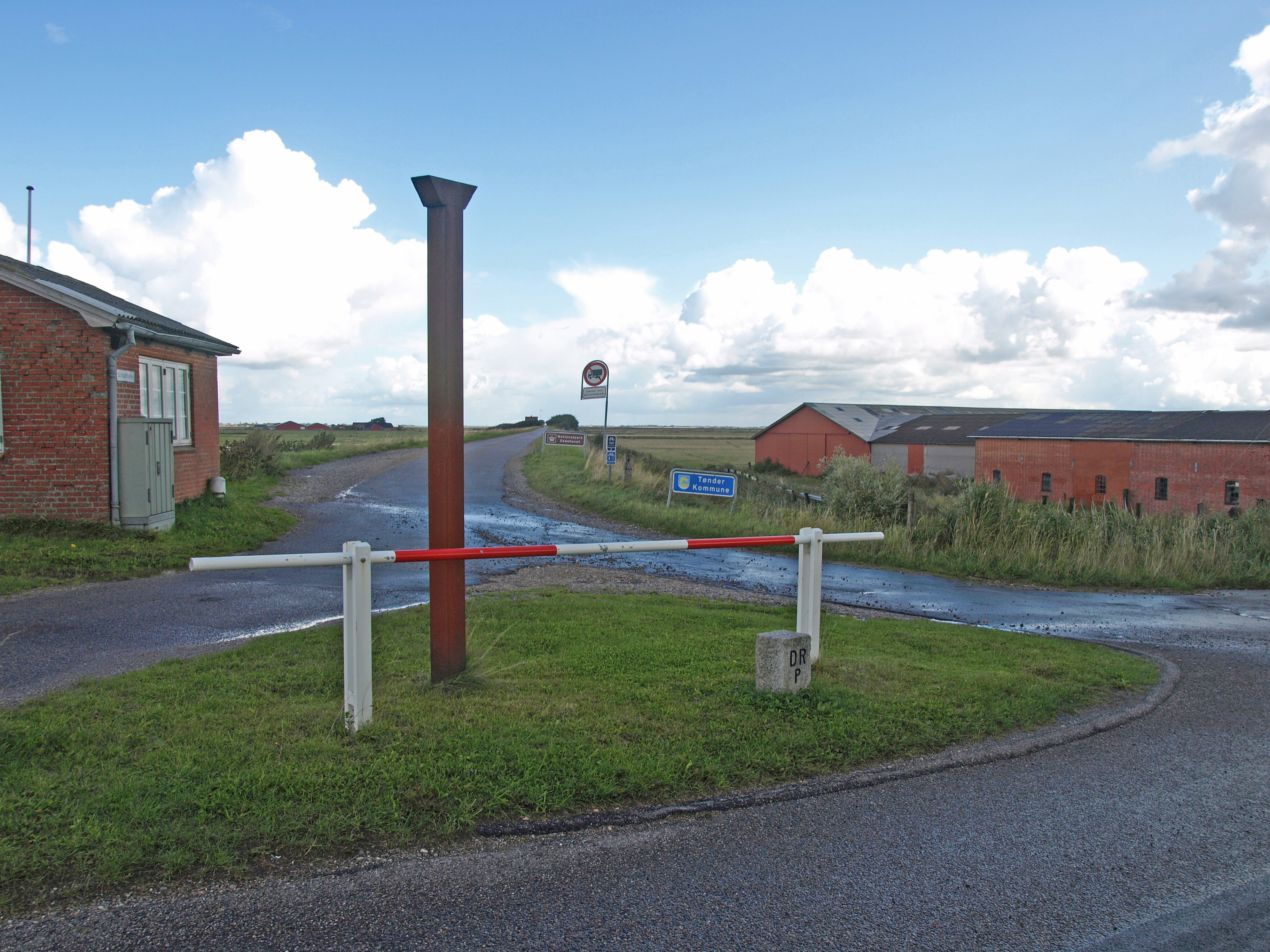
Rickelsbüller Koog (2014)

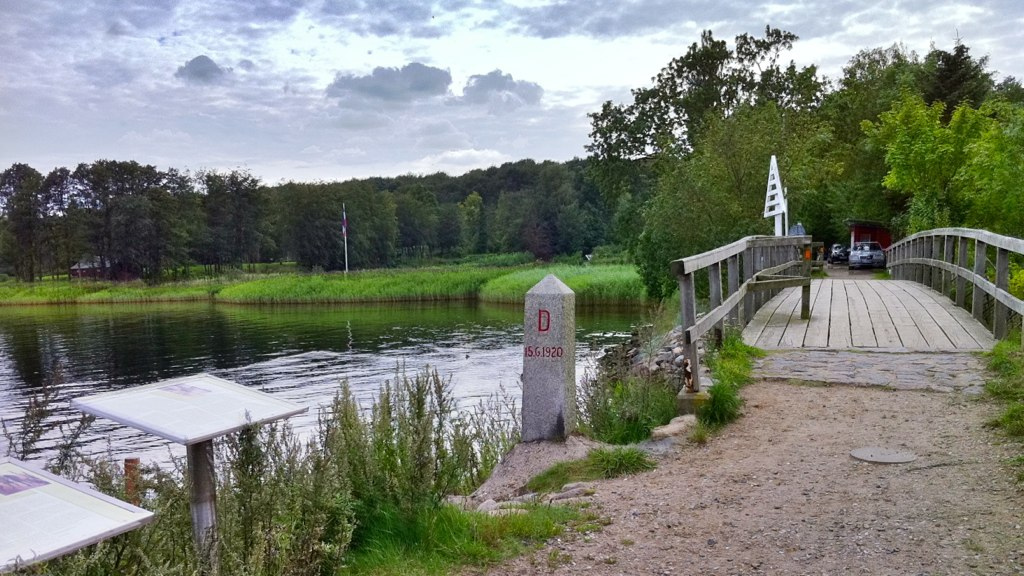
Grenzübergang Schusterkate bei Flensburg (2011)

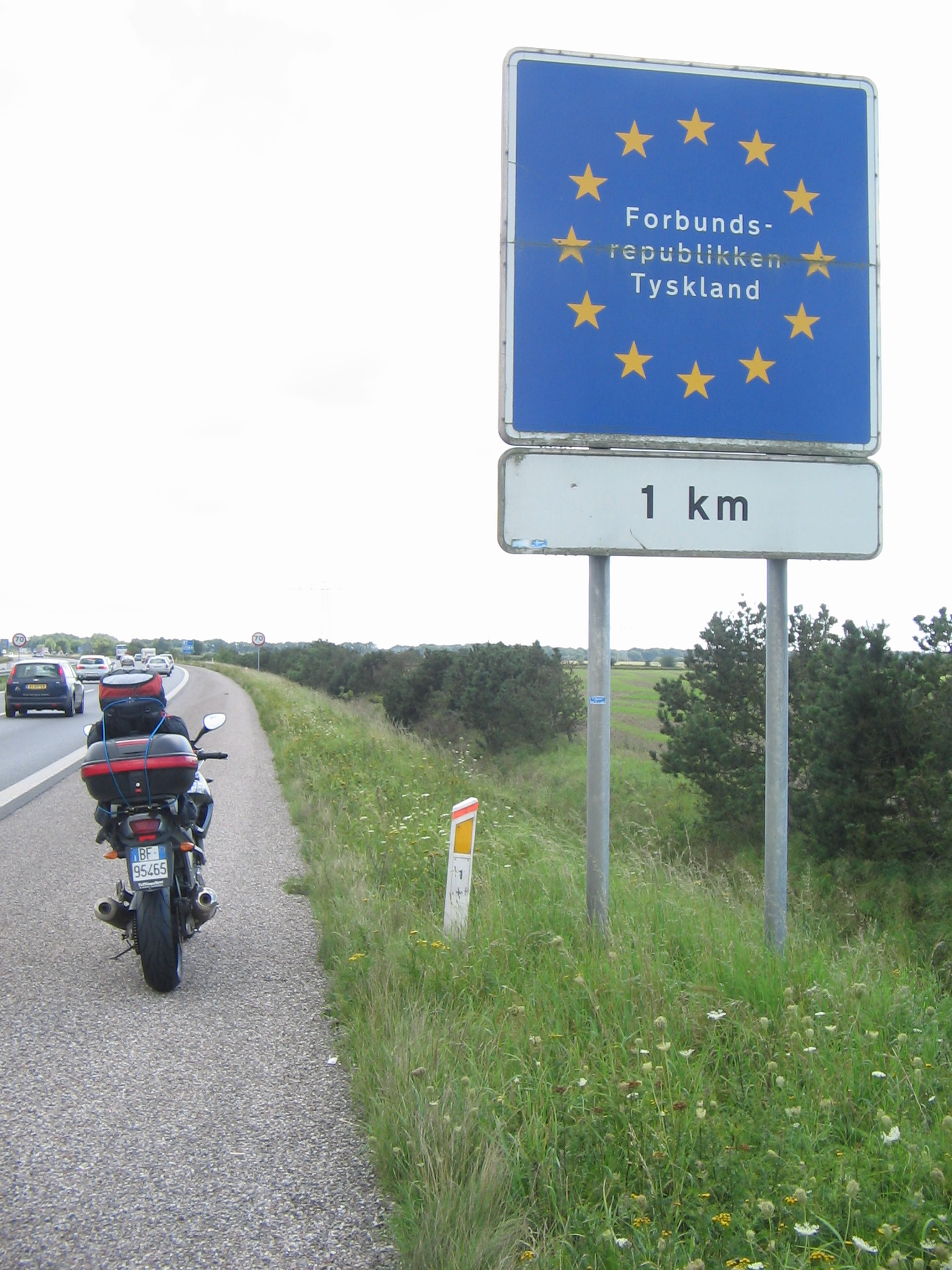
Nahe der dänisch-deutschen Grenze bei Frøslev

Die Grenze zwischen Dänemark und Deutschland ist 67 Kilometer lang. Die Angabe betrifft nur die Landgrenze, weil die Seegrenze nicht endgültig festgelegt ist.

## Geschichte
Im Jahr 811 setzten der dänische König Hemming und Karl der Große die Eider (dän. Ejderen) als Grenze zwischen dem dänischen und fränkischen Reich fest. Einige Kilometer nördlich der Eider – zwischen Windebyer Noor und Treene – gab es an einer Landenge schon einen Grenzwall (Danewerk). Nach Etablierung der Herzogtümer Schleswig als dänischem und Holstein als römisch-deutschem Lehen blieb die Eider Grenzfluss zwischen beiden Territorien. Die Grenze Holsteins zum übrigen Deutschland markierte die Elbe; die Grenze Schleswigs (Sønderjylland) zum übrigen Dänemark (Nørrejylland) markierte die Königsau (dän. Kongeåen). 
Nach dem Deutsch-Dänischen Krieg von 1864 wurden im zwischen Preußen, Österreich und Dänemark geschlossenen Friedensvertrag von Wien die Herzogtümer Schleswig, Holstein und Lauenburg aus dänischer Hoheit gelöst und der gemeinsamen Verwaltung durch Preußen und Österreich unterstellt. Mit der Einverleibung Schleswigs in den preußischen Machtbereich wurde die neue preußisch-dänische Grenze an der Königsau festgesetzt.
Im Paragraph 5 des Prager Friedensvertrages von 1866 nach dem Deutschen Krieg verpflichtete sich Preußen auf französischen Druck gegenüber England und Frankreich, im nördlichen Teil des nach dem Deutsch-Dänischen Krieg von 1864 an Preußen abgetretenen Schleswigs binnen sechs Jahren ein Referendum zur Staatszugehörigkeit durchzuführen. Dies wurde Dänemark offiziell mitgeteilt. Bismarck ließ die sechs Jahre verstreichen und kam auch auf dänisches Anmahnen auf Erfüllung des Vertrages dieser Bestimmung nicht nach. Im Jahre 1878 wurde diese Nordschleswig-Klausel des Prager Friedens auf Betreiben Bismarcks noch vor dem Beginn des Berliner Kongresses in einem geheimen Abkommen zwischen Deutschland und Österreich aufgehoben. Dieses Abkommen wurde erst ein halbes Jahr später veröffentlicht, weil Österreich vermeiden wollte, dass es so aussah, als wenn es Deutschland vor dem Berliner Kongress entgegengekommen sei. Daher wurde dieses Abkommen erst am 4. Februar 1879 im Reichsanzeiger verkündet. Trotzdem drängte Dänemark weiterhin auf die Erfüllung des deutschen Versprechens, eine Volksabstimmung in Nordschleswig durchzuführen. Erst im Jahre 1907 erkannte Dänemark im Optantenvertrag von Kopenhagen die Grenzziehung von 1864 als endgültig an.
Nach der Niederlage des Deutschen Kaiserreichs im Ersten Weltkrieg, an dem Dänemark nicht teilgenommen hatte, wurde im Versailler Vertrag eine Volksabstimmung für die nördlichen Bereiche Schleswigs vorgesehen und dabei die Abstimmungszonen und -modalitäten nach den Wünschen Dänemarks definiert. Seit der Volksabstimmung in Schleswig 1920 verläuft die deutsch-dänische Staatsgrenze nördlich von Flensburg (→Clausen-Linie). Entsprechend Artikel 110 des Versailler Vertrags legte eine Kommission den Grenzverlauf fest:

„Eine Kommission, bestehend aus sieben Mitgliedern, von denen fünf durch die verbündeten und assoziierten Hauptmächte ernannt werden, eines durch Dänemark und eines durch Deutschland, wird binnen 14 Tagen nach Kenntnis des endgültigen Ergebnisses der Abstimmung gebildet werden, um an Ort und Stelle die Grenzlinie festzusetzen. Die Beschlüsse werden durch Stimmenmehrheit gefasst und sind für die beteiligten Parteien bindend.“

Bei Verwirklichung des Morgenthauplanes von 1944 wäre die Grenze nördlich der geplanten internationalen Zone um den Nord-Ostsee-Kanal verlaufen. Auch die britische Septembernote von 1946 enthielt die Möglichkeit einer Grenzrevision.
Mit dem Beitritt Dänemarks zum Geltungsbereich des Schengen-Abkommens entfielen ab 25. März 2001 die Grenzkontrollen und es wurde der freie Personenverkehr eingeführt. Allerdings muss immer noch ein Reisepass oder ein Passersatz (Personalausweis) mitgeführt werden.
2015 begann in Europa eine Flüchtlingskrise. Dänemark verschärfte seine Asyl- und Einwanderungspolitik mehrfach. Als Schweden am 4. Januar Passkontrollen an der Öresundbrücke eingeführt hatte, führte die dänische Regierung an der Grenze zu Deutschland vorübergehend ebenfalls Passkontrollen ein. Sie währten bis August 2016. 
Am 14. März 2020 schloss Dänemark wegen der COVID-19-Pandemie zeitweise seine Grenzen. Ministerpräsidentin Mette Frederiksen hatte dies am Vorabend angekündigt. Pendler, dänische Staatsbürger und Personen mit legitimem Grund durften die Grenze weiterhin überqueren. Zwei Tage später schloss Deutschland analog die Grenze nach Dänemark. Nach einem starken Anstieg der Zahl der täglichen COVID-19-Neuinfektionen im Herbst 2020 gab es erneut Reiseeinschränkungen, so durften ab dem 24. Oktober 2020 Menschen aus Deutschland nur noch mit einem triftigen Grund nach Dänemark einreisen, wie etwa Verwandtenbesuch, Vorstellungsgespräch oder eine Beerdigung. Für Berufspendler, Studenten, Bewohner von Schleswig-Holstein und für Ferienhaus-Eigentümer galten Ausnahmen. Zum 26. Juni 2021 wurden die geltenden Reiseeinschränkungen weitgehend aufgehoben.

## Wildschweinzaun
Das dänische Amt für Naturverwaltung (Naturstyrelse) des Ministeriums für Umwelt und Lebensmittel begann am 28. Januar 2019 bei Padborg mit der Errichtung eines Wildschweinzauns entlang der Grenze. Der eineinhalb Meter hohe Zaun soll Wildschweine am Grenzübertritt hindern und war ein Teil der Vereinbarungen zwischen der Minderheitsregierung von Ministerpräsident Lars Løkke Rasmussen und der Dansk Folkeparti vom März 2018 zum verstärkten Einsatz gegen die Afrikanische Schweinepest (ASP). Für den Verkehr sollen 20 Grenzübergänge offen bleiben und an Wanderwegen soll es für Fußgänger und Radfahrer Durchlässe geben.
Anfang Dezember 2019 wurde der Zaun fertig gestellt. Er ist etwa 70 Kilometer lang, im Schnitt 1,50 m hoch und kostete zwischen sechs und acht Millionen Euro. Experten weisen jedoch darauf hin, dass die Schweinepest vornehmlich durch den Menschen verbreitet wird, beispielsweise durch Schlamm in Radkästen von Fahrzeugen, Schuhsohlen oder weggeworfene Lebensmittel mit dem Fleisch infizierter Tiere. Naturschützer kritisieren zudem, dass der Zaun auch die Lebensräume anderer Wildtiere zerschneidet.

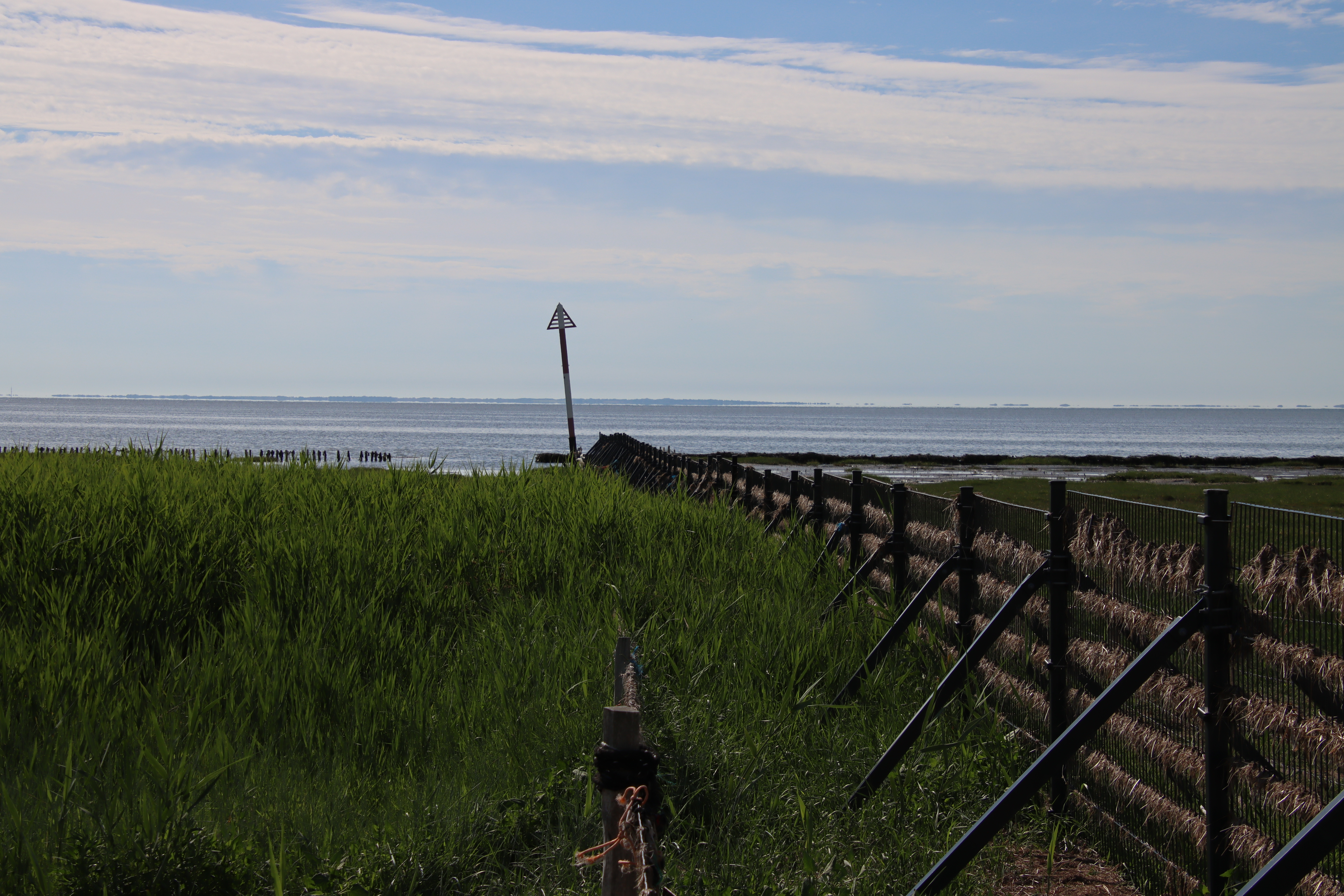
Das westliche Ende des Wildschweinzauns an der Nordseeküste
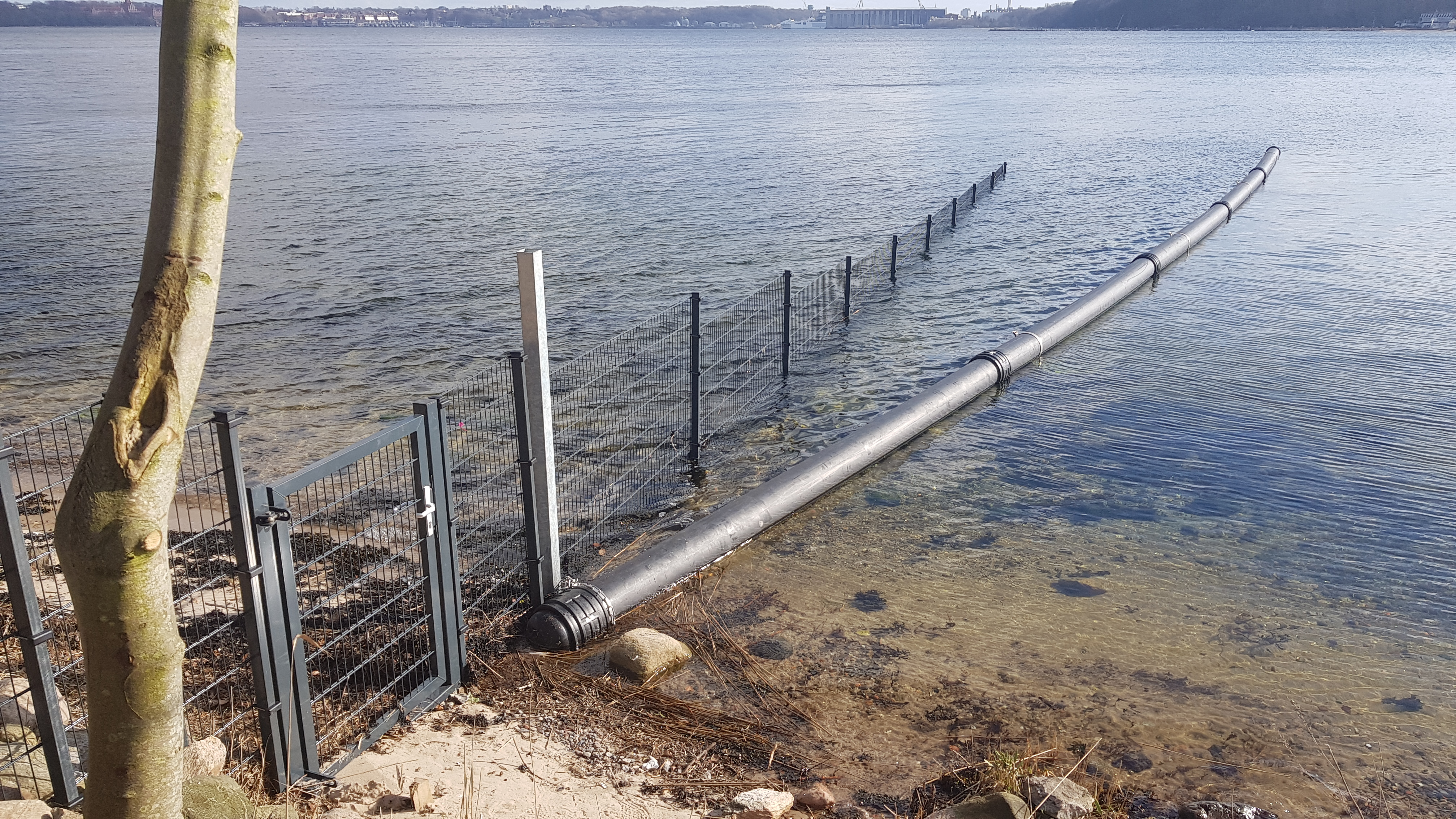
Das östliche Ende an der Flensburger Förde (dän. Flensborg Fjord)
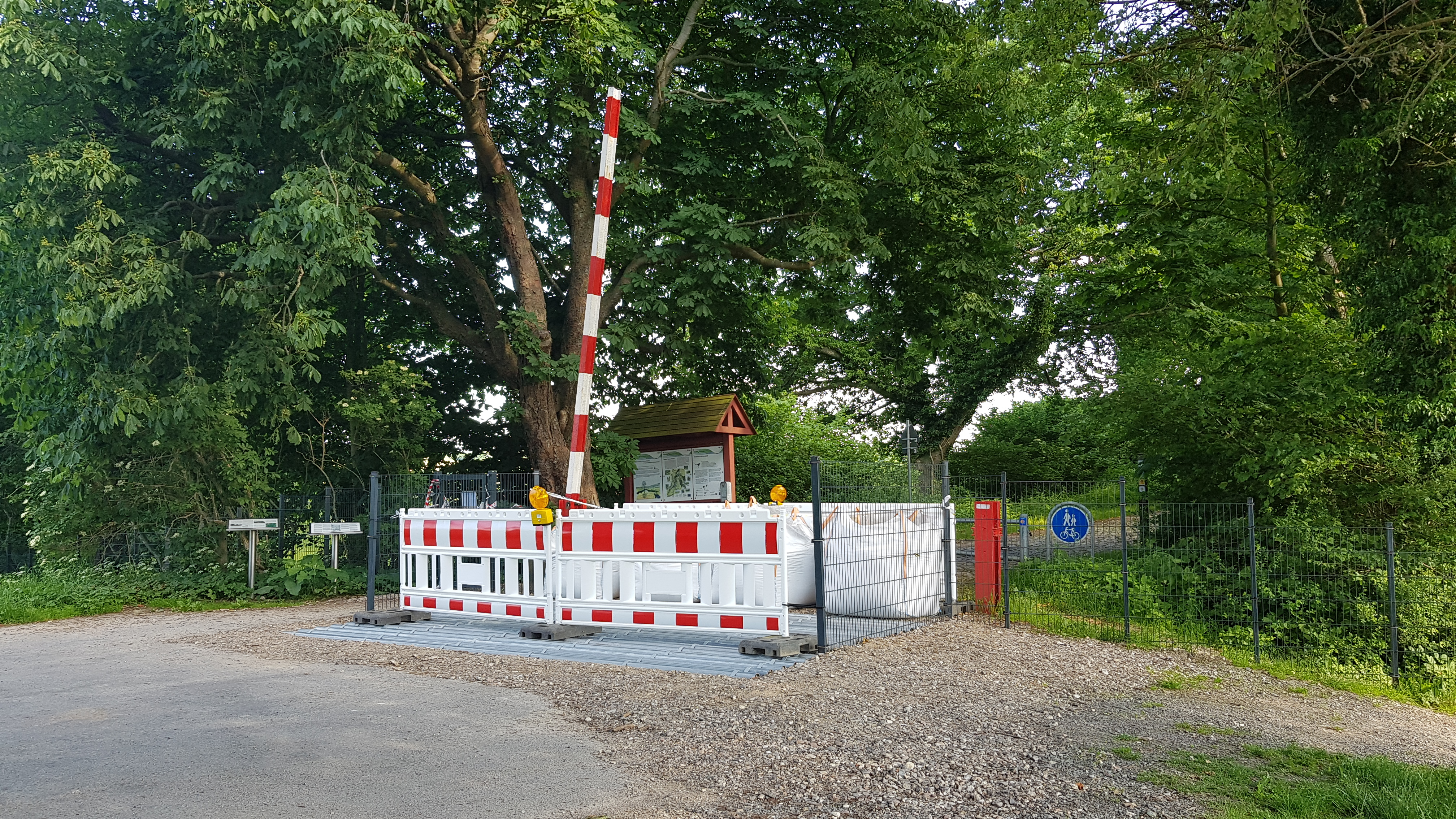
Grenzübergang bei Rønsdam mit Wildschweinzaun, Viehgitter und einer unter der Coronapandemie aufgestellten Absperrung
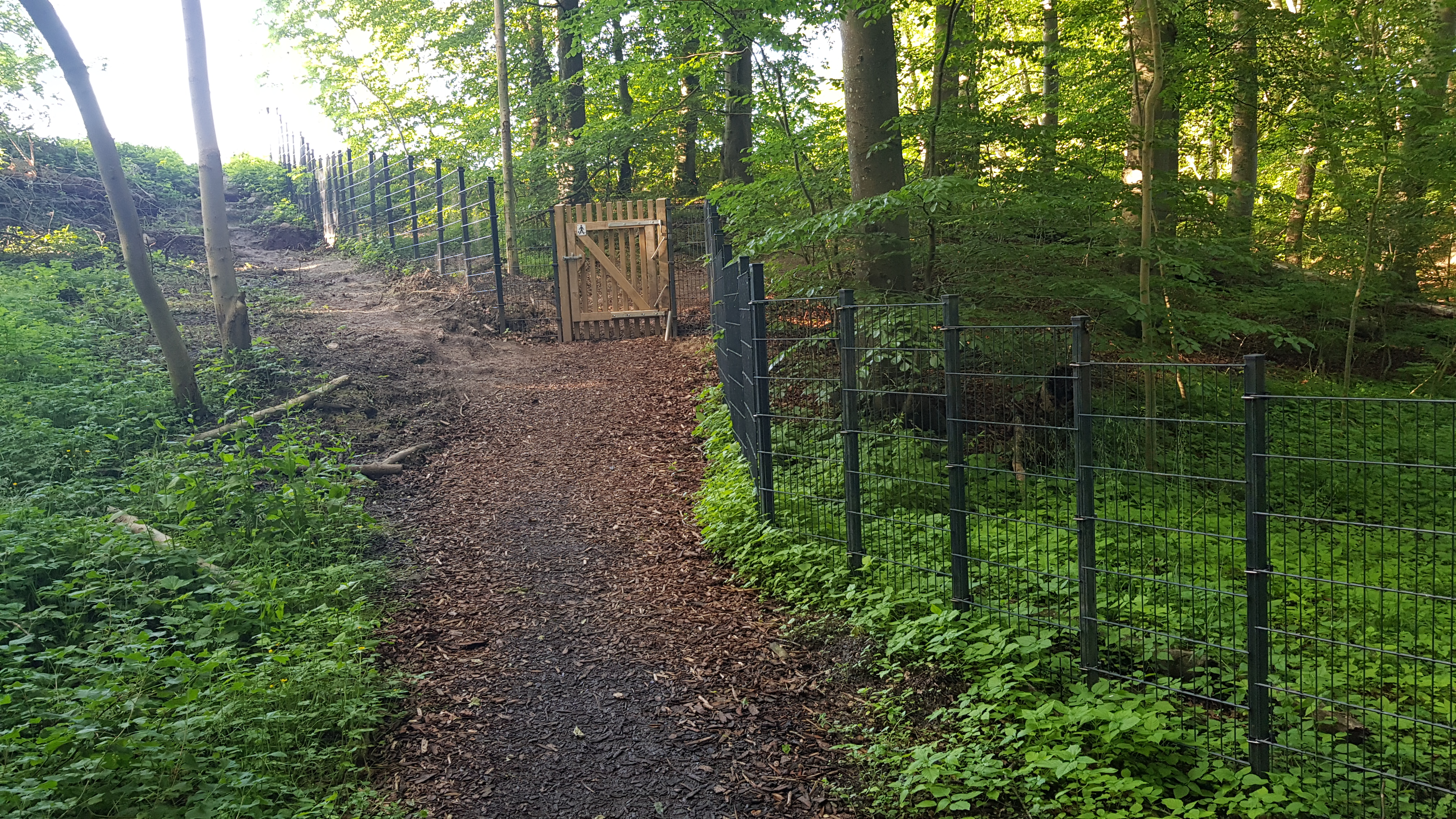
Durchlass des Wanderwegs Gendarmstien bei Padborg

## Gemeinden an der Staatsgrenze (von West nach Ost)
| Deutschland        | Deutschland         | Deutschland                  | Deutschland      |             | Dänemark         | Dänemark | Dänemark   |
| Bundesland         | Kreis               | Gemeinde                     | Grenz- übertritt |             | Grenz- übertritt | Kommune  | Region     |
| ------------------ | ------------------- | ---------------------------- | ---------------- | ----------- | ---------------- | -------- | ---------- |
| Schleswig-Holstein | Nordfriesland       | List auf Sylt                |                  | N o r d s e |                  | Tønder   | Syddanmark |
| Schleswig-Holstein | Nordfriesland       | Kampen (Sylt)                |                  | N o r d s e |                  | Tønder   | Syddanmark |
| Schleswig-Holstein | Nordfriesland       | Wenningstedt-Braderup (Sylt) |                  | N o r d s e |                  | Tønder   | Syddanmark |
| Schleswig-Holstein | Nordfriesland       | Sylt                         |                  | N o r d s e |                  | Tønder   | Syddanmark |
| Schleswig-Holstein | Nordfriesland       | Rodenäs                      |                  | N o r d s e |                  | Tønder   | Syddanmark |
| Schleswig-Holstein | Nordfriesland       |                              |                  |             |                  | Tønder   | Syddanmark |
| Schleswig-Holstein | Nordfriesland       | Aventoft                     |                  |             |                  | Tønder   | Syddanmark |
| Schleswig-Holstein | Nordfriesland       | Humptrup                     |                  |             |                  | Tønder   | Syddanmark |
| Schleswig-Holstein | Nordfriesland       | Ellhöft                      |                  |             |                  | Tønder   | Syddanmark |
| Schleswig-Holstein | Nordfriesland       | Westre                       |                  |             |                  | Tønder   | Syddanmark |
| Schleswig-Holstein | Nordfriesland       | Aabenraa                     |                  |             |                  |          | Syddanmark |
| Schleswig-Holstein | Nordfriesland       | Ladelund                     |                  |             |                  |          | Syddanmark |
| Schleswig-Holstein | Nordfriesland       | Bramstedtlund                |                  |             |                  |          | Syddanmark |
| Schleswig-Holstein | Schleswig-Flensburg | Weesby                       |                  |             |                  |          | Syddanmark |
| Schleswig-Holstein | Schleswig-Flensburg | Böxlund                      |                  |             |                  |          | Syddanmark |
| Schleswig-Holstein | Schleswig-Flensburg | Jardelund                    |                  |             |                  |          | Syddanmark |
| Schleswig-Holstein | Schleswig-Flensburg | Osterby                      |                  |             |                  |          | Syddanmark |
| Schleswig-Holstein | Schleswig-Flensburg | Handewitt                    |                  |             |                  |          | Syddanmark |
| Schleswig-Holstein | Schleswig-Flensburg | Harrislee                    |                  |             |                  |          | Syddanmark |
| Schleswig-Holstein | Schleswig-Flensburg | O s t s e                    |                  |             |                  |          | Syddanmark |
| Schleswig-Holstein | Flensburg           |                              |                  |             |                  |          | Syddanmark |
| Schleswig-Holstein | Schleswig-Flensburg | Glücksburg                   |                  |             |                  |          | Syddanmark |
| Schleswig-Holstein | Schleswig-Flensburg | Glücksburg                   | Sønderborg       |             |                  |          | Syddanmark |
| Schleswig-Holstein | Schleswig-Flensburg | Munkbrarup                   |                  |             |                  |          | Syddanmark |
| Schleswig-Holstein | Schleswig-Flensburg | Langballig                   |                  |             |                  |          | Syddanmark |
| Schleswig-Holstein | Schleswig-Flensburg | Westerholz                   |                  |             |                  |          | Syddanmark |
| Schleswig-Holstein | Schleswig-Flensburg | Steinbergkirche              |                  |             |                  |          | Syddanmark |
| Schleswig-Holstein | Schleswig-Flensburg | Steinberg                    |                  |             |                  |          | Syddanmark |
| Schleswig-Holstein | Schleswig-Flensburg | Niesgrau                     |                  |             |                  |          | Syddanmark |
| Schleswig-Holstein | Schleswig-Flensburg | Gelting                      |                  |             |                  |          | Syddanmark |
| Schleswig-Holstein | Schleswig-Flensburg | Nieby                        |                  |             |                  |          | Syddanmark |